# Upplands runinskrifter 661
Upplands runinskrifter 661 är en runsten som står i en skogsdunge nära länsväg 269 mellan Råby och Håtuna socken i Uppland.
På stenen nämns Ingvar, som åkte på ett stort vikingatåg till Ryssland och Centralasien i mitten av 1000-talet. Stenen är således en av mer än 20 Ingvarsstenar som finns utspridda i östra Svealand. Ingvars äventyr finns beskrivna i en isländsk saga.
Runtexten översatt till svenska lyder:
”Gervi och Gulla reste denna sten efter Anund sin fader. Han blev död österut med Ingvar. Gud hjälpe Anunds ande.”

## Inskriften
Inskriften med runor:
ᚴᛅᛁᚱᚢᛁ ᛅᚢᚴ ᚴᚢᛚᛅ ᚱᛁᛋᛏᚢ ᛋᛏᛅᛁᚾ ᚦᛁᚾᛅ ᛅᚠᛏᛁᚱ ᚮᚾᚢᚾᛏ ᚠᚮᚦᚢᚱ ᛋᛁᛅ ᛁᛋ ᚢᛅᛋ ᛅᚢᛋᛏᚱ ᛏᛅᚢᚦᚱ ᛘᛁᚦ ᛁᚴᚢᛅᚱᛁ ᚴᚢᚦ ᚼᛁᛅᛚᛒᛁ ᚮᛏ ᚮᚾᚢᛏᛅᚱ
Translitterering av runraden:
kairui × auk × kula × ristu × stain þina × aftir × onunt × foþur sia is uas × austr × tauþr × miþ × ikuari × kuþ × hialbi ot × onutar
Normalisering till runsvenska:
Gæiʀvi ok Gulla ræistu stæin þenna æftiʀ Anund, faður sinn. Es vas austr dauðr með Ingvari. Guð hialpi and Anundaʀ.
Översättning till nusvenska:
Gervi och Gulla reste denna sten efter Anund sin fader. Han blev död österut med Ingvar. Gud hjälpe Anunds ande.
Stenen är rest av två Anunds döttrar till minne av fadern.